# Enric Moreu-Rey
Enric Moreu-Rey (Sant Andreu de Palomar, Barcelona, 1917 - 26 de febrer de 1992) va ser un filòleg i escriptor català, fundador el 1980 de la Societat d'Onomàstica, la Secretaria General de la qual ostentà fins que va morir.

## Biografia
Enric Moreu-Rey nasqué al barri de Sant Andreu de Palomar de Barcelona el 1917, de pare mataroní i mare francesa.
Durant els estudis universitaris (1934) va dirigir el Teatre Universitari de Catalunya, fins a l'esclat de la Guerra Civil Espanyola, que, amb companys de la universitat, es va fer voluntari a l'Escola de Guerra, quan només tenia 19 anys. Lluità a la guerra com a capità d'artilleria de l'Exèrcit Popular de la República. Després de ser capturat, fou tancat al camp de concentració d'Albatera.
Després va completar els seus estudis a Tolosa de Llenguadoc i a Barcelona. El 1964 es va doctorar en lletres amb la tesi San Martín de Tours en la toponimia y la antroponimia de Cataluña, dirigida per Antoni Badia i Margarit. Va exercir de professor de la Universitat de Barcelona, en la qual fou cap de Departament de Llengua Francesa. És especialment conegut per les seves obres de divulgació sobre onomàstica (toponímia i antroponímia, principalment) i de diversos altres temes, amb alguna incursió en el món de la creació literària pura.
Va ser també agregat de premsa del Consolat de França a Barcelona, sotsveguer d'Andorra i corresponsal de l'agència France-Presse. L'any 1990 va rebre la Creu de Sant Jordi.

## Publicacions
- El naixement del metre (1956)
- El pro i el contra dels Borja (1958)
- Els immigrants francesos a Barcelona (segles XVI a XVIII), Institut d'Estudis Catalans (1959)
- La rodalia de Caldes de Montbui: repertori històric de noms de lloc i de persona (1962)
- Caldes de Montbui, capital degana del Vallès  (1964)
- Els noms de lloc : introducció a la toponímia (1965)
- Revolució a Barcelona el 1789, Institut d'Estudis Catalans (1967)
- Processats milvuitcentistes (1974)
- Toponímia urbana i onomàstica vària (1974)
- Toponímia catalana: assaig de bibliografia, Edicions Universitat Barcelona (1974) ISBN 9788460066170
- Grafia d'articles fossilitzats en topònims (1978)
- Els treballs històrics de Mn. Josep Mas Domènech (1980)
- Renoms, motius, malnoms i noms de casa (1981)
- Els nostres noms de lloc (1982)
- Toponímia antiga i moderna del Pla de Barcelona (1982)
- Poesies (1984)
- El Joc del contrapet (1987)
- Antroponímia: història dels nostres prenoms, cognoms i renoms (1993) ISBN 9788447502141